# 瓦西里·尤里耶维奇·叔伊斯基
瓦西里·尤里耶维奇·叔伊斯基（俄语：Князь Васи́лий Ю́рьевич Шу́йский，?—1448年?），瓦西里·德米特里耶维奇·基尔佳帕之孫。1446年瓦西里·尤里耶维奇·叔伊斯基出任苏兹达尔大公。